# Chorisoneura yaguas
Chorisoneura yaguas es una especie de cucaracha del género Chorisoneura, familia Ectobiidae. Fue descrita científicamente por Rehn en 1932.
Habita en Perú y Brasil.